# Delias hyparete
Delias hyparete is een vlindersoort uit de familie van de Pieridae (witjes) en de onderfamilie Pierinae.
Delias hyparete werd in 1758 vermeld door Linnaeus in de tiende editie van Systema naturae.